# Oskar Jäger
Emil Friedrich Oskar Jäger, född 26 oktober 1830 i Stuttgart, död 2 mars 1910 i Bonn, var en tysk historiker och pedagog.
Jäger var 1865-1901 direktor för Friedrich-Wilhelm-Gymnasium i Köln, erhöll sedan namn, heder och värdighet av ordinarie professor i pedagogik i Bonn och geheime regeringsråd. Han var även politiskt verksam som en av de nationalliberalas ledare i Rhenlandet.
Bland hans historiska arbeten märks Geschichte der Römer (1861; åttonde upplagan 1901), Geschichte der Griechen (1866: sjunde upplagan 1908), Die punischen Kriege, nach den Quellen erzählt (tre band, 1869-70), Geschichte der neuesten Zeit vom Wiener Kongreß bis zur Gegenwart (tre band, 1874-75; 25:e upplagan 1904) och Weltgeschichte (fyra band, 1887-89, sjätte upplagan 1904).
Jäger utgav även tal och uppsatser (Pro domo, 1894, Erlebtes und Erstrebtes, 1907) samt författade åtskilliga skrifter om gymnasiet och undervisningen, såsom Gymnasium und Realschule erster Ordnung (1871), Aus der Praxis (del I, 1883, andra upplagan 1885; del II 1897, andra upplagan 1901) och Didaktik und Methodik des Geschichtsunterrichts (1895, andra upplagan 1904). Tillsammans med G. Uhlig var han utgivare av tidskriften "Das humanistische Gymnasium".